# Esporte Clube Bahia
Esporte Clube Bahia, zkráceně EC Bahia, je brazilský fotbalový klub, sídlící ve městě Salvador ve státě Bahia. Hraje na stadionu Arena Fonte Nova, který byl postaven před MS 2014 na místě původního Estádio Fonte Nova. 2× byl mistrem Brazílie a mnohokrát mistrem státu Bahia. Barvami jsou bílá, červená a modrá.

## Historie
Klub byl založen roku 1931 hráči klubů Associação Atlética da Bahia a Clube Bahiano de Tênis, které zrušily svoje fotbalové oddíly. Znak byl udělán po vzoru znaku Corinthians, který má rovněž ve znaku uprostřed kruhu vlajku svého státu.
Klub vyhrál nejvícekrát titul v lize státu Bahia (Campeonato Baiano), městským rivalem je EC Vitória. 2× byl mistrem Brazílie.

## Úspěchy

### Národní
- Campeonato Brasileiro Série A

Vítěz (2): 1959, 1988
Finalista (2): 1961, 1963

### Regionální
- Copa Nordeste:

Vítěz (3): 2001, 2002, 2017
- Taça Norte-Nordeste:

Vítěz (3): 1959, 1961, 1963
- Torneio dos Campeões do Nordeste:

Vítěz (1): 1948

### Státní
- Campeonato Baiano

Vítěz (48): 1931, 1933, 1934, 1936, 1938, 1940, 1944, 1945, 1947, 1948, 1949, 1950, 1952, 1954, 1956, 1958, 1959, 1960, 1961, 1962, 1967, 1970, 1971, 1973, 1974, 1975, 1976, 1977, 1978, 1979, 1981, 1982, 1983, 1984, 1986, 1987, 1988, 1991, 1993, 1994, 1998, 1999, 2001, 2012, 2014, 2015, 2018, 2019
- Taça Estado da Bahia

Vítěz (3): 2000, 2002, 2007
- Torneio Início

Vítěz (9): 1931, 1932, 1934, 1937, 1938, 1951, 1964, 1967, 1979